# Estadio de Nemea
El Estadio de Nemea (en griego: Νεμέα στάδιον) fue un estadio griego  en el santuario de Nemea en Argólida. En él se celebraban los Juegos Nemeos

## Historia

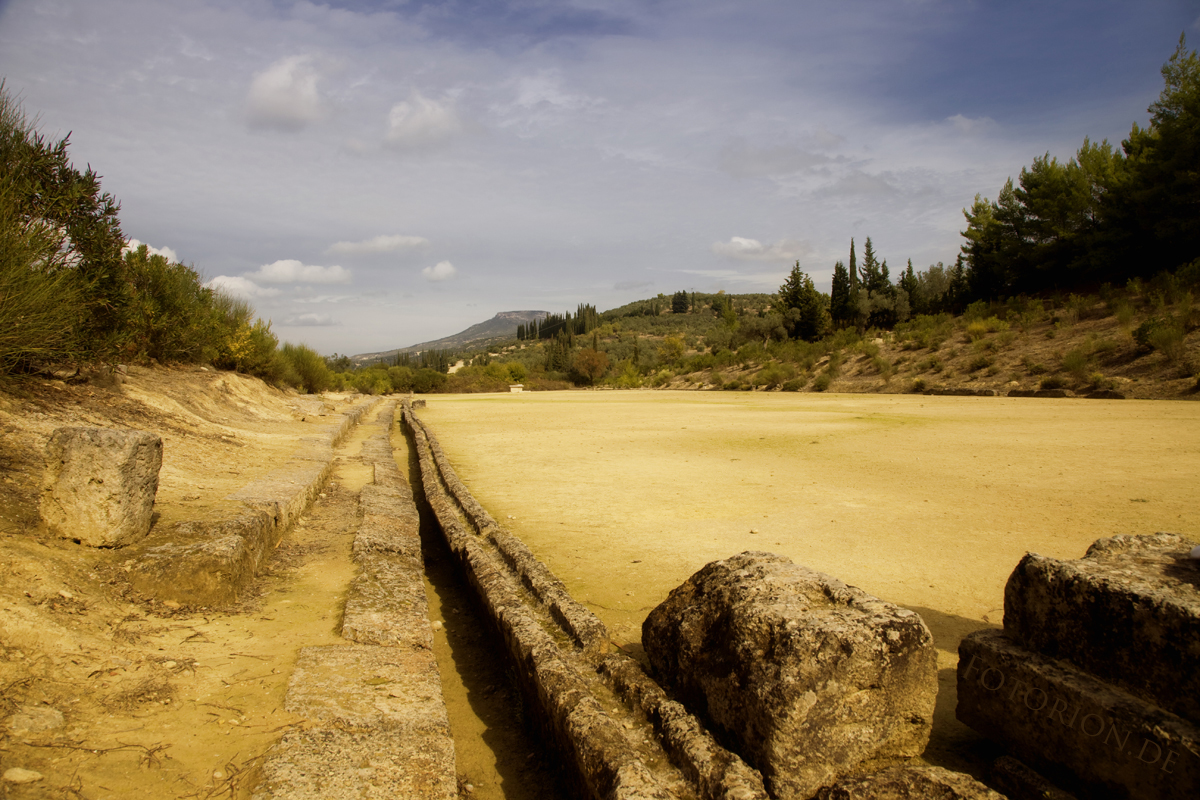
Estadio de Nemea.

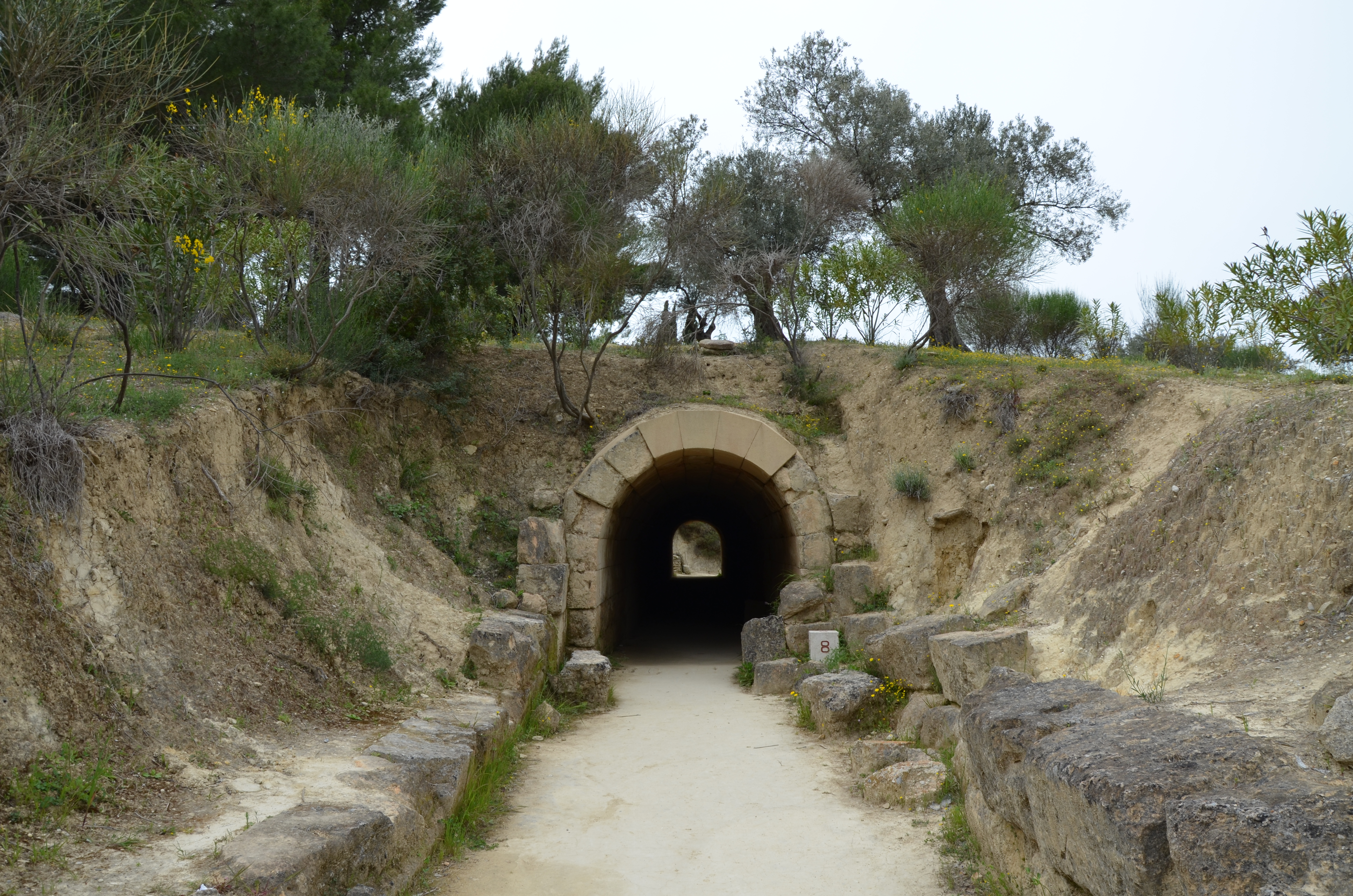
Entrada abovedada al estadio.

Se construyó entre el periodo clásico y el período helenístico alrededor del año 330 a. C.. En él se celebraban los Juegos Nemeos, uno de los Juegos Panhelénicos. La fecha de su construcción se remonta al momento en que los juegos regresaron a Nemea tras un interludio en Argos. El estadio se utilizó al menos hasta el año 271 a. C., cuando los juegos volvieron a Argos, y en algunas ocasiones después. Durante el  período romano, de la era cristiana y período medieval la zona del estadio se utilizó principalmente con fines agrícolas y pastorales  Con el tiempo cayó en el olvido.

## Excavaciones
En 1964, durante una excavación realizada por Charles K. Williams II, los arqueólogos descubrieron una piedra rectangular en la parte delantera del estadio. Se cree que era la línea de salida. El objeto presenta un desgaste mínimo, aparte de varias marcas en la parte superior, que, según David Gilman Romano, se explican por «el uso posterior [del estadio] como umbral».
Las  siguientes campañas de excavaciones arqueológicas de la zona del estadio se llevaron a cabo entre 1974 y 1981. Fueron llevadas a cabo por la Escuela Americana de Estudios Clásicos de Atenas, bajo la dirección de Stephen Miller. También aparece en el bloque un único carácter, una épsilon (ɛ). Aunque la forma de la épsilon no es arcaica, es difícil saber si forma parte o no del uso original de la línea de salida.
Los trabajos arqueológicos realizados en Nemea por investigadores estadounidenses dirigidos por Stephen G. Miller de la Universidad de California, entre 1971 y 2004 descubrieron, entre otras cosas, marcas de pisadas y un túnel. Dicho túnel data aproximadamente del año 320 a. C. Este túnel de bóveda de cañón de piedra caliza, con su abertura en arco, mide 2,5 m de ancho x 36,35 m de largo.  Se accede al túnel desde el apoditerio.

## Edificio
El estadio está situado  a unos 450 metros al sureste del Templo de Zeus. El estadio se construyó aproximadamente de norte a sur. Su extremo sur se encuentra entre dos crestas, entre dos crestas que discurrían al norte de la colina de Evangelistria, y su extremo norte descansaba sobre un terraplén artificial, hecho con la tierra de la excavación en la parte sur. Desafortunadamente, el terraplén artificial que sostenía el extremo norte de la vía se erosionó durante el período bizantino, por lo que aproximadamente 1/3 de la pista original, junto con el punto de partida norte, ya no existe. La pista en el medio se ensancha de 23,63 x 26,91 m, creando la misma curvatura notable que las pistas de otros estadios, por razones que aún se desconocen.
La longitud de la pista de atletismo del estadio, era de 600 pies,o 178 metros, y en Epidauro  medía 181,3 m. El extremo norte del estadio no se ha excavado por completo, por lo que hoy en día se puede ver una zona de unos 125 x 30 metros desde el campo del estadio. La pista de atletismo tenía marcadores de distancia cada 30 metros. Había 12 pistas para corredores. La línea de salida del estadio era de piedra. La zona de salida estaba equipada con "hisplex" para garantizar que todos los corredores pudieran empezar la carrera al mismo tiempo. Consistía en postes de madera unidos por un travesaño. Podía bajarse mediante una escalera de cuerda a la señal de salida.
A una distancia de 5,30 m al norte de la pista de salida y a 3,40 m al oeste del eje central de la pista, hay una piedra cuadrada incrustada en el suelo de la pista, que lleva una muesca,  tallada en su parte superior. de su superficie. Esto constituye la base de un poste, que se utilizaba en carreras de larga distancia (dólicos). La pista está hecha naturalmente de arcilla gris verdosa, producto de la excavación de un sustrato natural de arcilla sólida.
En el lado oeste de la pista, en un punto justo antes (al sur) del marcador de 200 pies, los asientos de piedra se interrumpen por dos muros paralelos que se extienden hacia atrás (oeste) en la ladera. Rematado con losas que siguen la pendiente de la colina, este pasadizo termina en el túnel abovedado que los atletas utilizaban como entrada; es el equivalente exacto del túnel de Olimpia que Pausanias (6.20.8) llamaba la Entrada Oculta (krypte esodos). La bóveda del túnel es una de los primeras evidencias de la antigua Grecia, junto con las del Gran Túmulo de Vergina, demuestra que los ingenieros de la época de Alejandro Magno —antes de la llegada del hormigón—conocían y utilizaban esta forma arquitectónica.

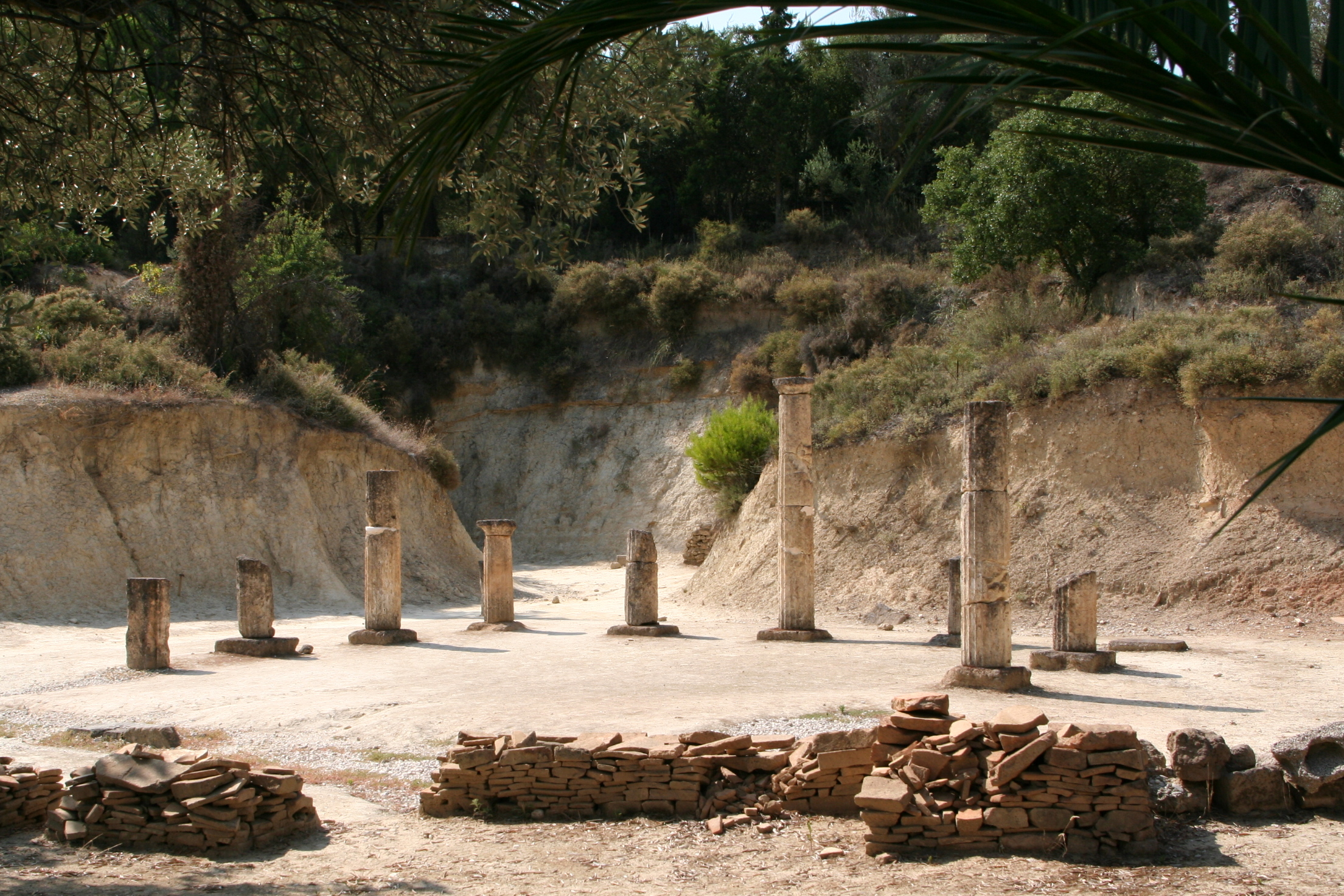
Ruinas del apoditerio, el vestuario de los atletas.

El aforo del estadio era de unas 30 000-40 000 personas. Solo había unas pocas filas fijas de asientos cerca de la línea de salida. Por lo demás, el público se sentaba directamente en el suelo, en plataformas construidas en la pendiente. A lo largo de la pista discurría un canal de agua, del que se podía obtener agua potable.
Contaba con una zona para que los atletas se desvistieran y vistieran (apoditerio) en su lado oeste, con un peristilo o columnata. Desde allí, un pasillo abovedado (kryptē eisodos), de unos 36 metros de largo y 2,5 metros de alto, conducía directamente a la puerta por la que los competidores entraban en el estadio. El túnel contiene numerosos grafitis con los nombres de los atletas, grabados en la superficie de sus paredes.